# Cabinet Goppel I
État libre de Bavière
Ehard IV Goppel II
Le cabinet Goppel I  (en allemand : Kabinett Goppel I) est le gouvernement de l'État libre de Bavière entre le 11 décembre 1962 et le 5 décembre 1966, durant la cinquième législature du Landtag.

## Composition

### Initiale (11 décembre 1962)
- Les nouveaux ministres sont indiqués en gras, ceux ayant changé d'attributions en italique.

| Fonction                                        | Titulaire | Titulaire        | Parti |
| ----------------------------------------------- | --------- | ---------------- | ----- |
| Ministre-président                              |           | Alfons Goppel    | CSU   |
| Vice-ministre-président Ministre des Finances   |           | Rudolf Eberhard  | CSU   |
| Ministre de l'Intérieur                         |           | Heinrich Junker  | CSU   |
| Ministre de la Justice                          |           | Hans Ehard       | CSU   |
| Ministre de l'Économie et des Transports        |           | Otto Schedl      | CSU   |
| Ministre de l'Agriculture et des Forêts         |           | Alois Hundhammer | CSU   |
| Ministre de l'Enseignement et de l'Éducation    |           | Theodor Maunz    | CSU   |
| Ministre du Travail et de la Protection sociale |           | Paul Strenkert   | CSU   |
| Ministre des Affaires fédérales                 |           | Franz Heubl      | CSU   |

### Remaniement du 24 juin 1964
- Les nouveaux ministres sont indiqués en gras, ceux ayant changé d'attributions en italique.

| Fonction                                                        | Titulaire | Titulaire                                        | Parti |
| --------------------------------------------------------------- | --------- | ------------------------------------------------ | ----- |
| Ministre-président                                              |           | Alfons Goppel                                    | CSU   |
| Vice-ministre-président Ministre de l'Agriculture et des Forêts |           | Alois Hundhammer                                 | CSU   |
| Ministre de l'Intérieur                                         |           | Heinrich Junker                                  | CSU   |
| Ministre de la Justice                                          |           | Hans Ehard                                       | CSU   |
| Ministre des Finances                                           |           | Konrad Pöhner                                    | CSU   |
| Ministre de l'Économie et des Transports                        |           | Otto Schedl                                      | CSU   |
| Ministre de l'Enseignement et de l'Éducation                    |           | Theodor Maunz (jusqu'au 07/10/1964) Ludwig Huber | CSU   |
| Ministre du Travail et de la Protection sociale                 |           | Hans Schütz                                      | CSU   |
| Ministre des Affaires fédérales                                 |           | Franz Heubl                                      | CSU   |